# Skeletter med Kasketter
Skeletter med Kasketter er det andet PC spil i Bellini serien og er en forsættelse af Spøgelse med Forkølelse, spillet er lavet firmaet Savannah i 1998.  
Historien handler om at Onkel Bellini kommer hjem fra en store troldmandskongres, hvor der er blevet udlovet en præmie til den der fremtryller det mest mærkelige dyr, så da Dennis' mor tager afsted på arbejde, går troldmanden i gang med at trylle rundt omkring i hele haven, hvor både planter og dyr bliver fortryllet.
Hans håndlangere er skeletter som har kasketter på hovedet. Skeetterne er med til at samle dyr, og til at trylle dem om til underlige skabninger, hvor en af ofrene er en musepige som Don er lun på. Samtidig bliver hunden Herman også fanget, og bliver tryllet om til en Frankenhund. 
Derfor må Dennis med benet i gips, sammen med musen Don, fluen Sue og hunden Herman tage ud for at stoppe ham.